# Aiguille Percée (massif de la Vanoise)
Pour les articles homonymes, voir Aiguille Percée.
Ne doit pas être confondu avec Pointe Percée.
L'aiguille Percée est une montagne de France située en Savoie, dans le massif de la Vanoise, au-dessus de Tignes.

## Géographie
Elle tient son nom de la présence d'une arche naturelle située au pied du sommet qui culmine à 2 778 mètres d'altitude ; d'autres pinacles rocheux s'égrènent le long de la falaise qui forme le sommet de la montagne. Cet aspect ruiniforme est lié à la cargneule. Bien que le sommet en lui-même ne soit pas accessible à pied, la montagne peut être gravie par un sentier de randonnée qui permet d'accéder à une table d'orientation.

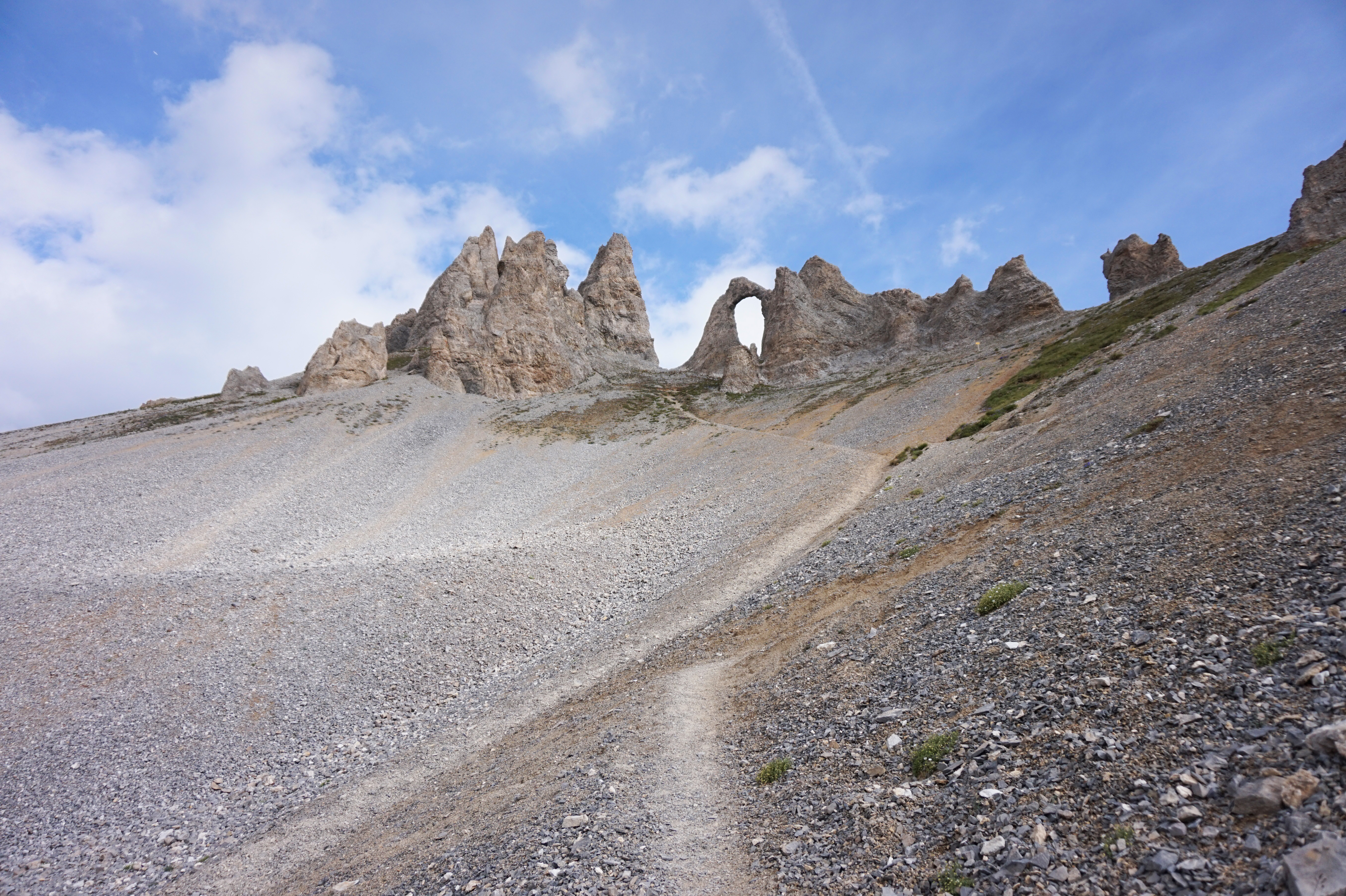
L'arche naturelle.
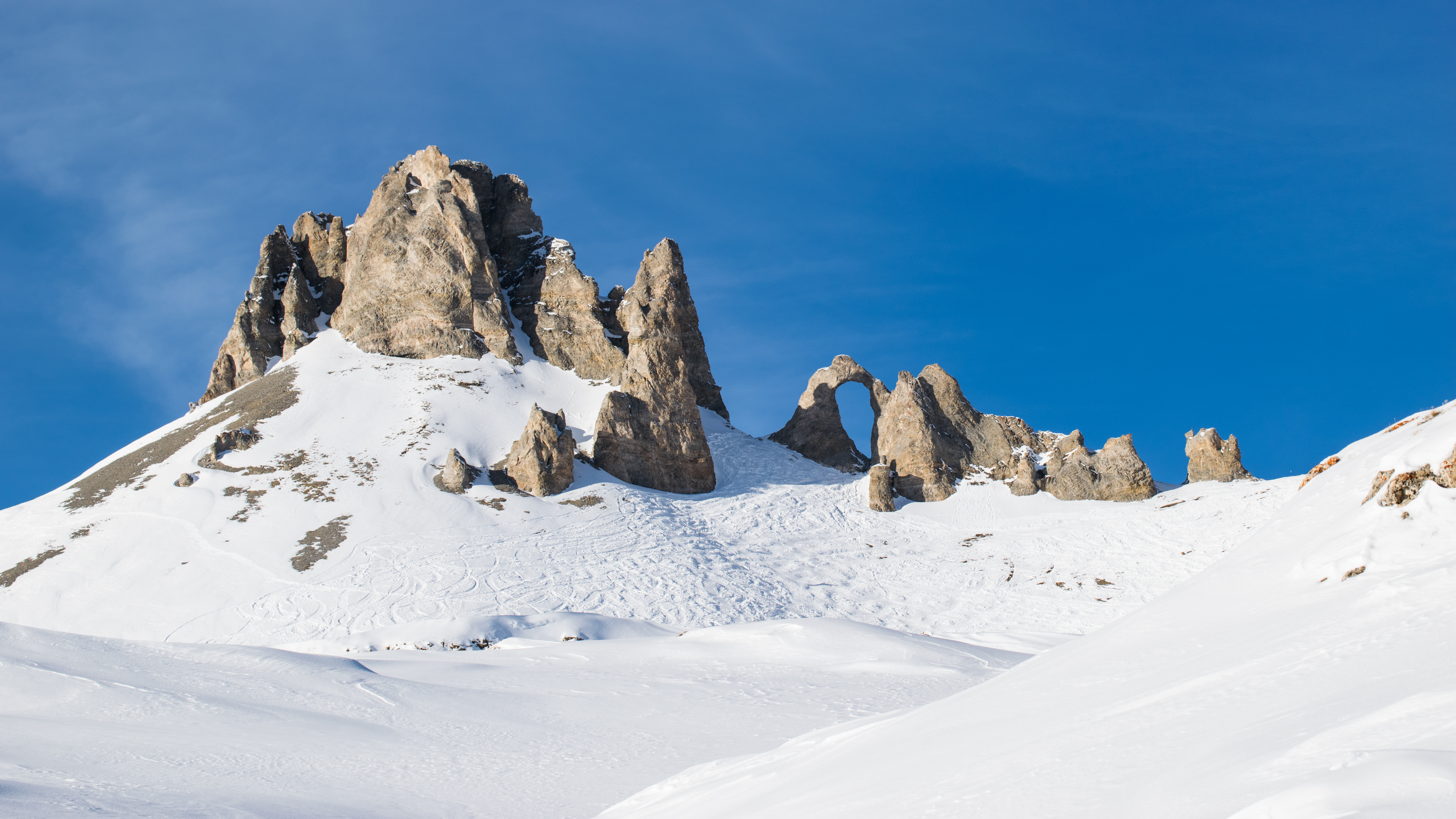
Vue hivernale de l'arche naturelle dominée par le sommet.
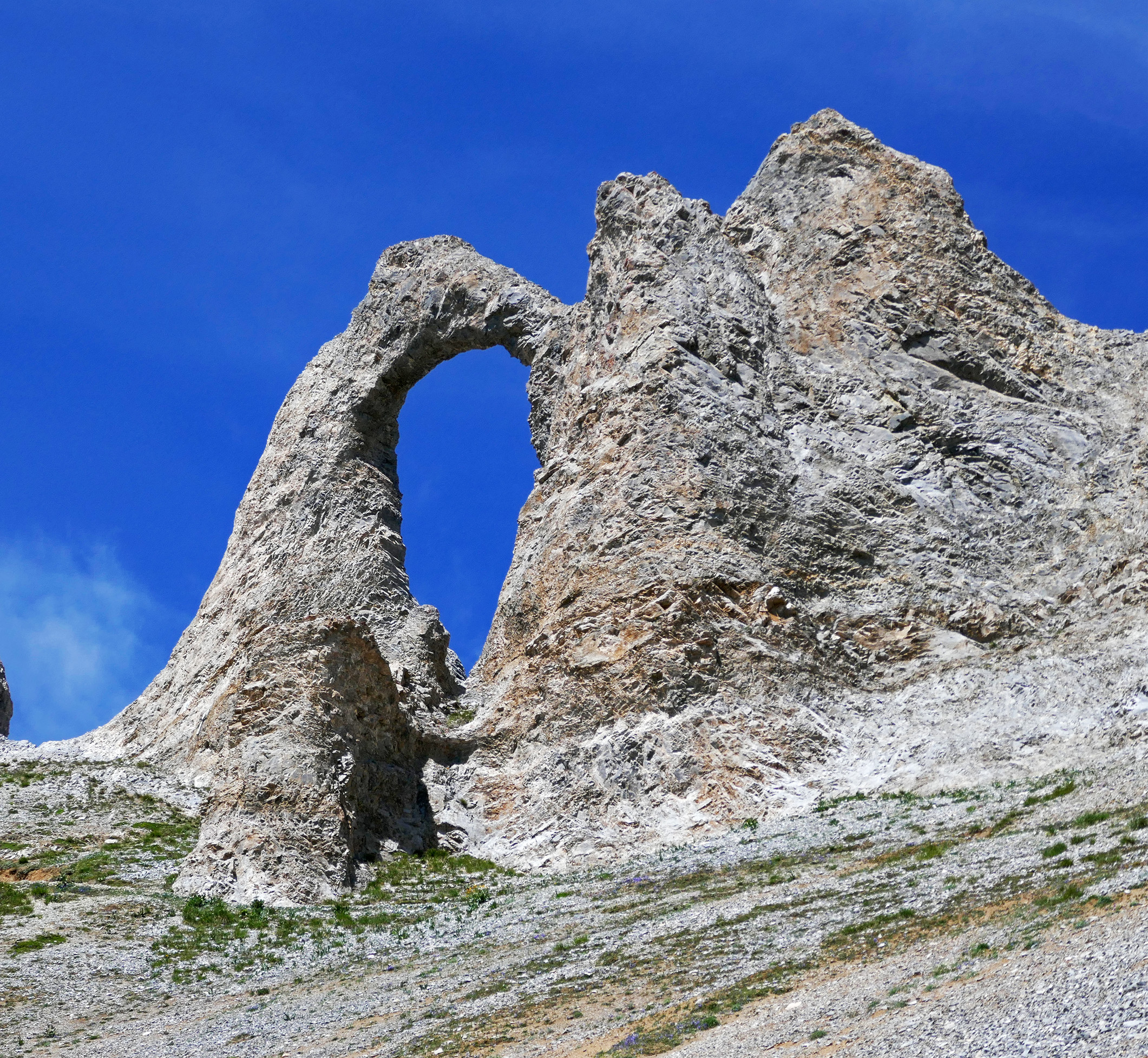
L'arche naturelle.
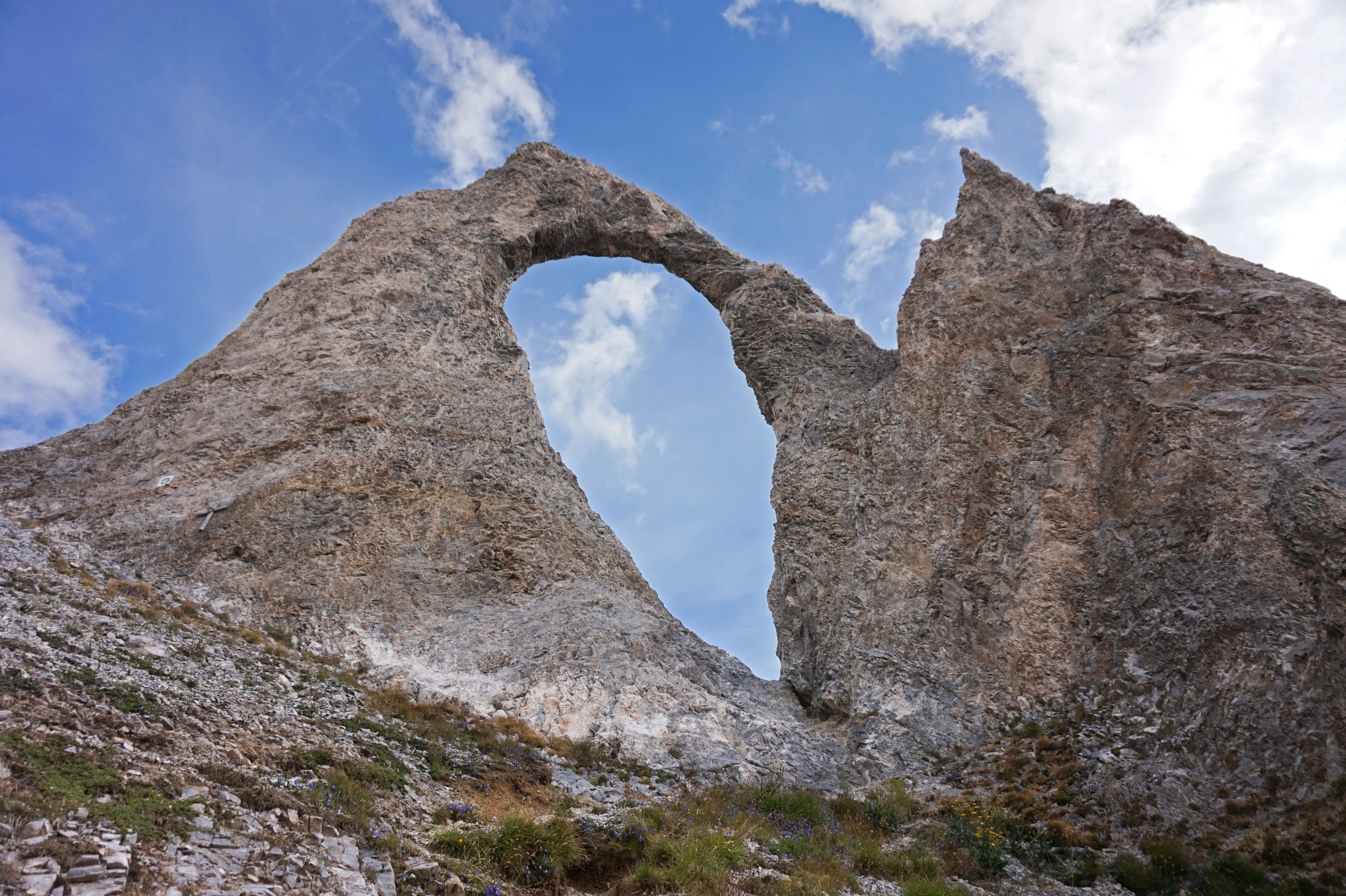
L'arche naturelle.
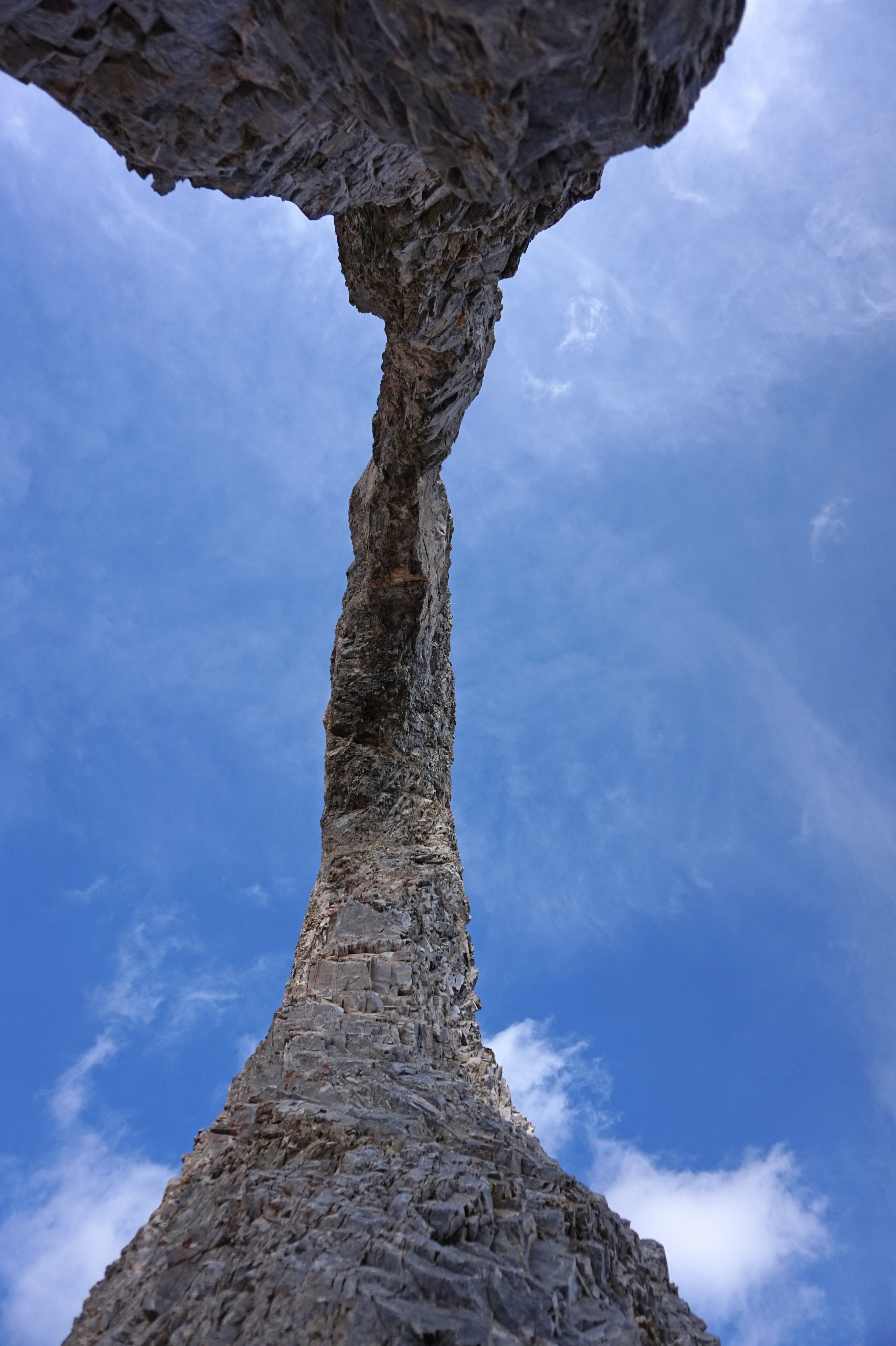
L'arche naturelle vue du dessous.
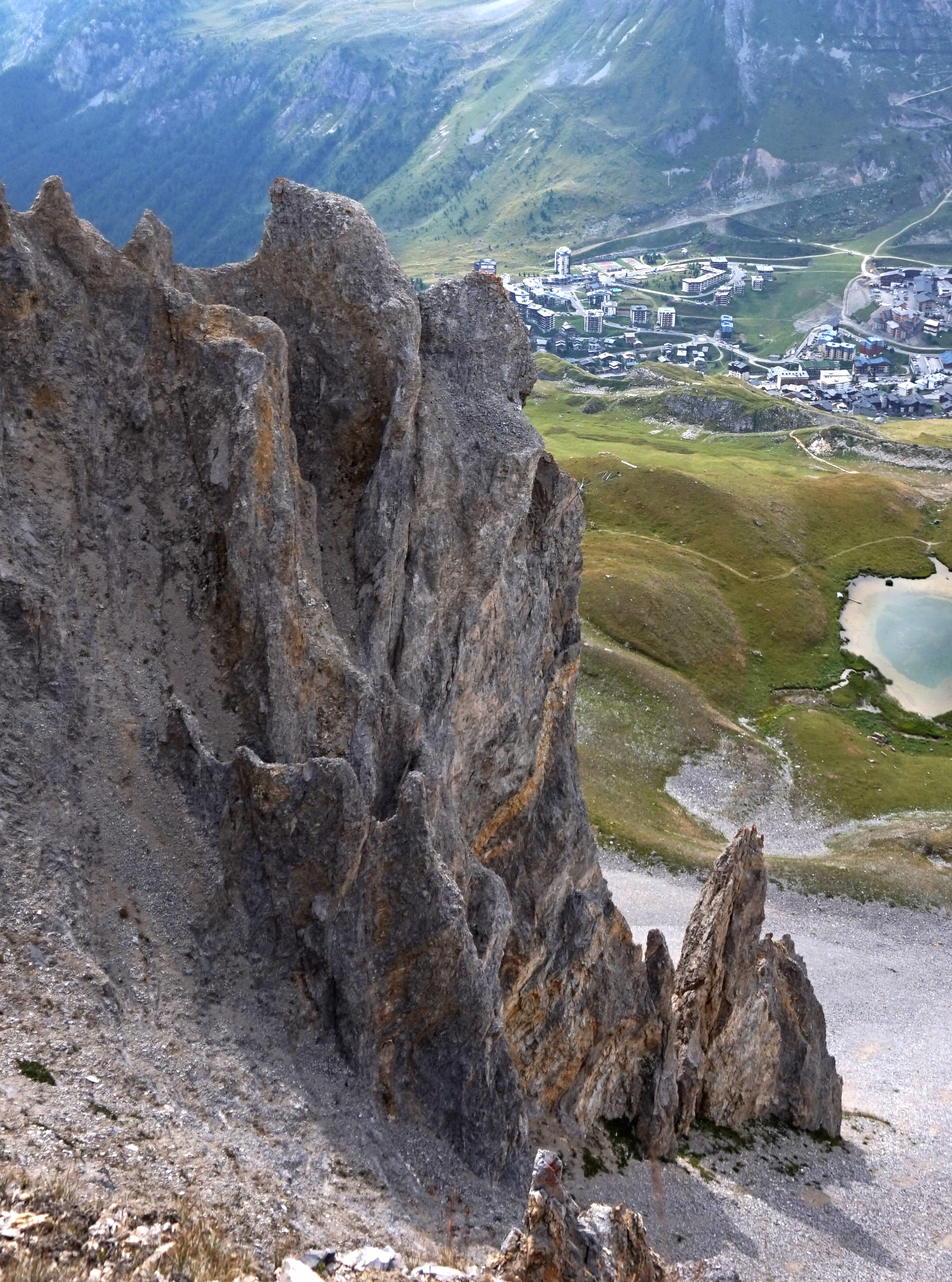
Vue de Tignes depuis l'aiguille Percée.